# Xã Casey, Quận Ransom, Bắc Dakota
Xã Casey (tiếng Anh: Casey Township) là một xã thuộc quận Ransom, tiểu bang Bắc Dakota, Hoa Kỳ. Năm 2010, dân số của xã này là 90 người.